# Cúcuta (Pucarani)
Cúcuta (auch: Kokota) ist eine Ortschaft im Departamento La Paz im südamerikanischen Anden-Staat Bolivien.

## Lage im Nahraum
Cúcuta ist die viertgrößte Ortschaft des Kanton Villa Vilaque im Municipio Pucarani in der Provinz Los Andes. Die Ortschaft liegt auf einer Höhe von 3937 m auf dem bolivianischen Altiplano an dem Gebirgsflüsschen Río Challa Jahuira, das hier in südwestlicher Richtung fließt.

## Geographie
Cúcuta liegt auf der bolivianischen Hochebene zwischen den Anden-Gebirgsketten der Cordillera Occidental im Westen und der Cordillera Central im Osten.
Die mittlere Durchschnittstemperatur der Region liegt bei 8 °C, der Jahresniederschlag beträgt etwa 600 mm. Die Region weist ein ausgeprägtes Tageszeitenklima auf, die Monatsdurchschnittstemperaturen schwanken nur unwesentlich zwischen 7 °C im Juli und 11 °C im Dezember. die Monatsniederschläge liegen zwischen unter 10 mm in den Monaten Juni und Juli und nahe 100 mm von Dezember bis Februar.

## Verkehrsnetz
Cúcuta liegt in einer Entfernung von 25 Straßenkilometern nordwestlich von La Paz, der Hauptstadt des gleichnamigen Departamentos.
Von La Paz führt die Nationalstraße Ruta 2 über El Alto in nordwestlicher Richtung vorbei an Cúcuta nach Villa Vilaque und weiter über Batallas und Huarina nach Copacabana am Titicacasee.

## Bevölkerung
Die Einwohnerzahl der Ortschaft ist in den vergangenen beiden Jahrzehnten leicht angestiegen:
| Jahr | Einwohner         | Quelle       |
| ---- | ----------------- | ------------ |
| 1992 | keine Detaildaten | Volkszählung |
| 2001 | 483               | Volkszählung |
| 2012 | 558               | Volkszählung |
| 2024 |                   | Volkszählung |

Die Region weist einen hohen Anteil an Aymara-Bevölkerung auf, im Municipio Pucarani sprechen 96,7 Prozent der Bevölkerung Aymara.